# Nomítsi
Nomítsi (grec moderne : Νομίτσι) est une localité située dans le dème du Magne-Occidental, dans le district régional de Messénie, dans la périphérie du Péloponnèse, en Grèce.
Selon le recensement de 2021, elle compte 100 habitants.

## Géographie
Le village est situé sur la route de Kalamata à Areópoli.

## Monuments
Nomítsi compte plusieurs églises byzantines.

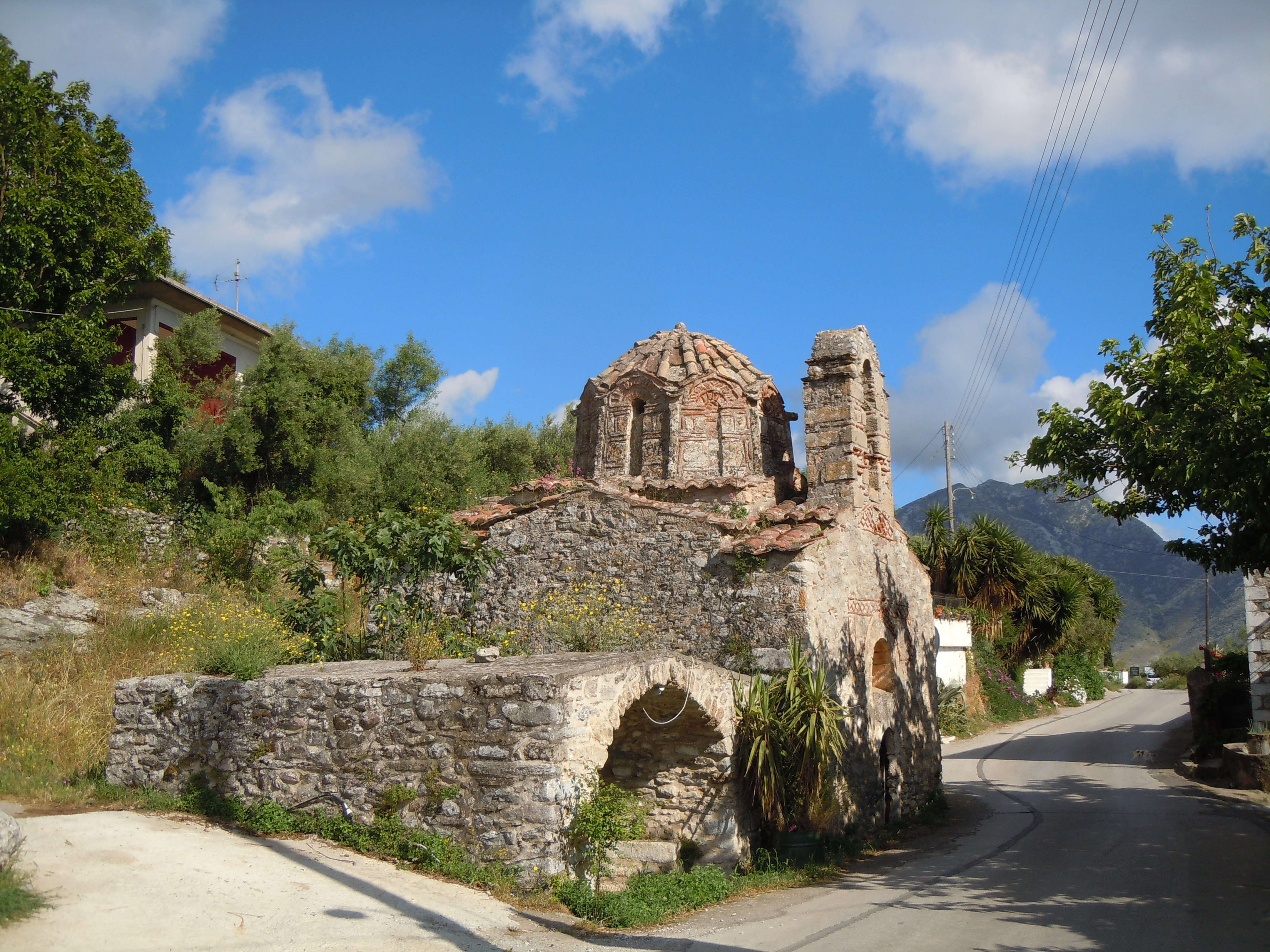
Église des Saints Anargyres
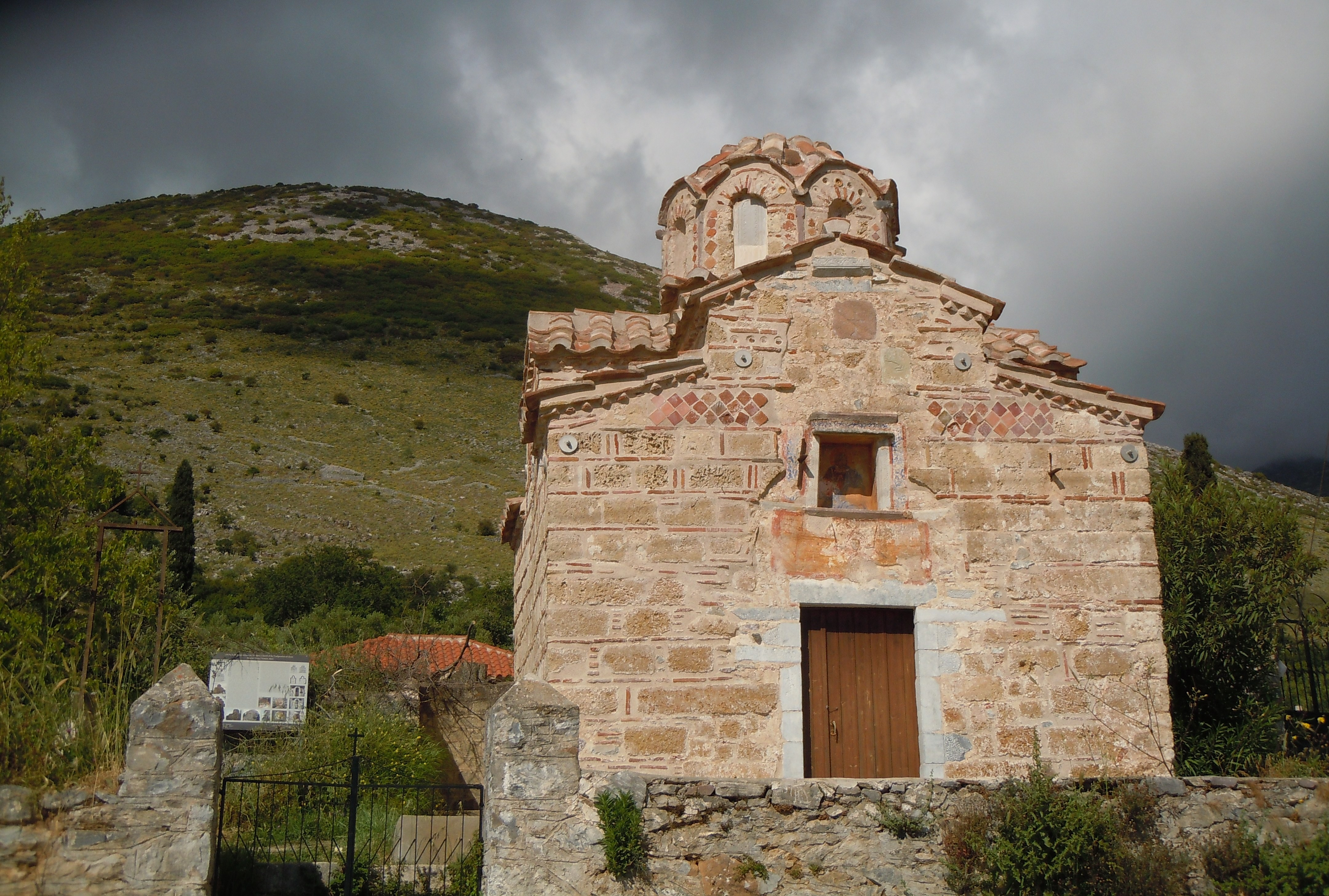
Église de la Transfiguration.
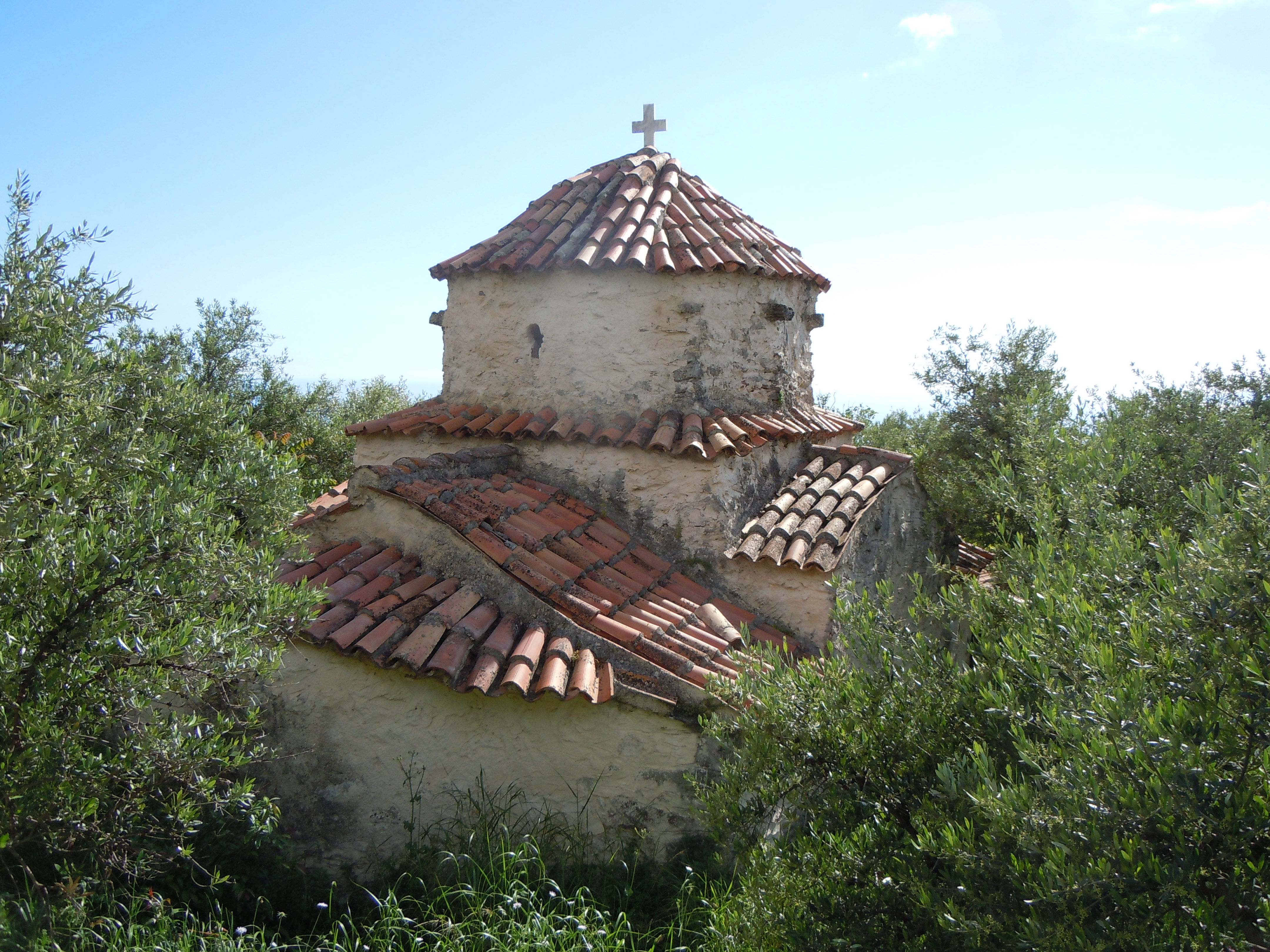
Une autre église byzantine en contrebas du village
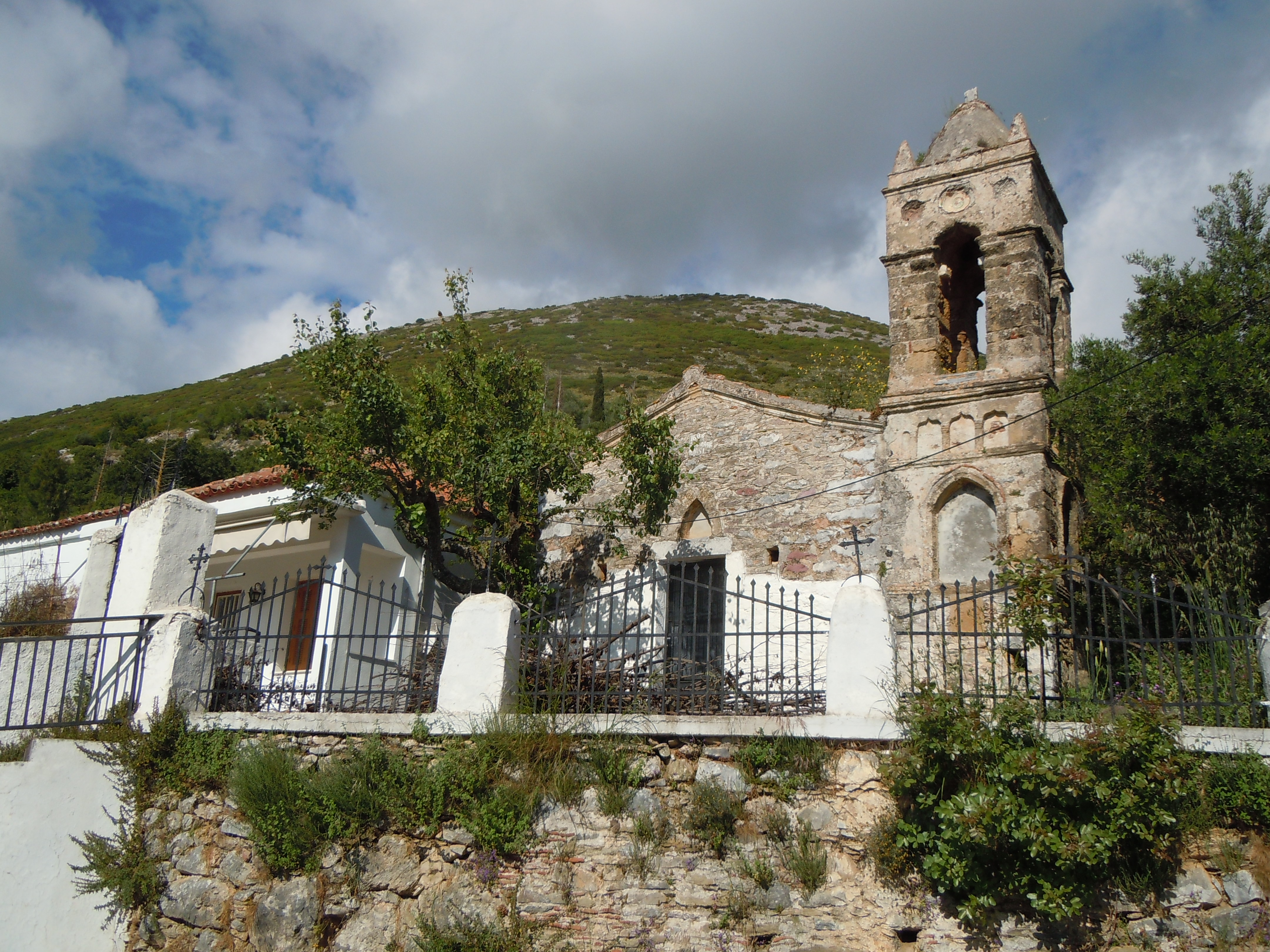
Église vénitienne